# A2Ha (Inschrift)

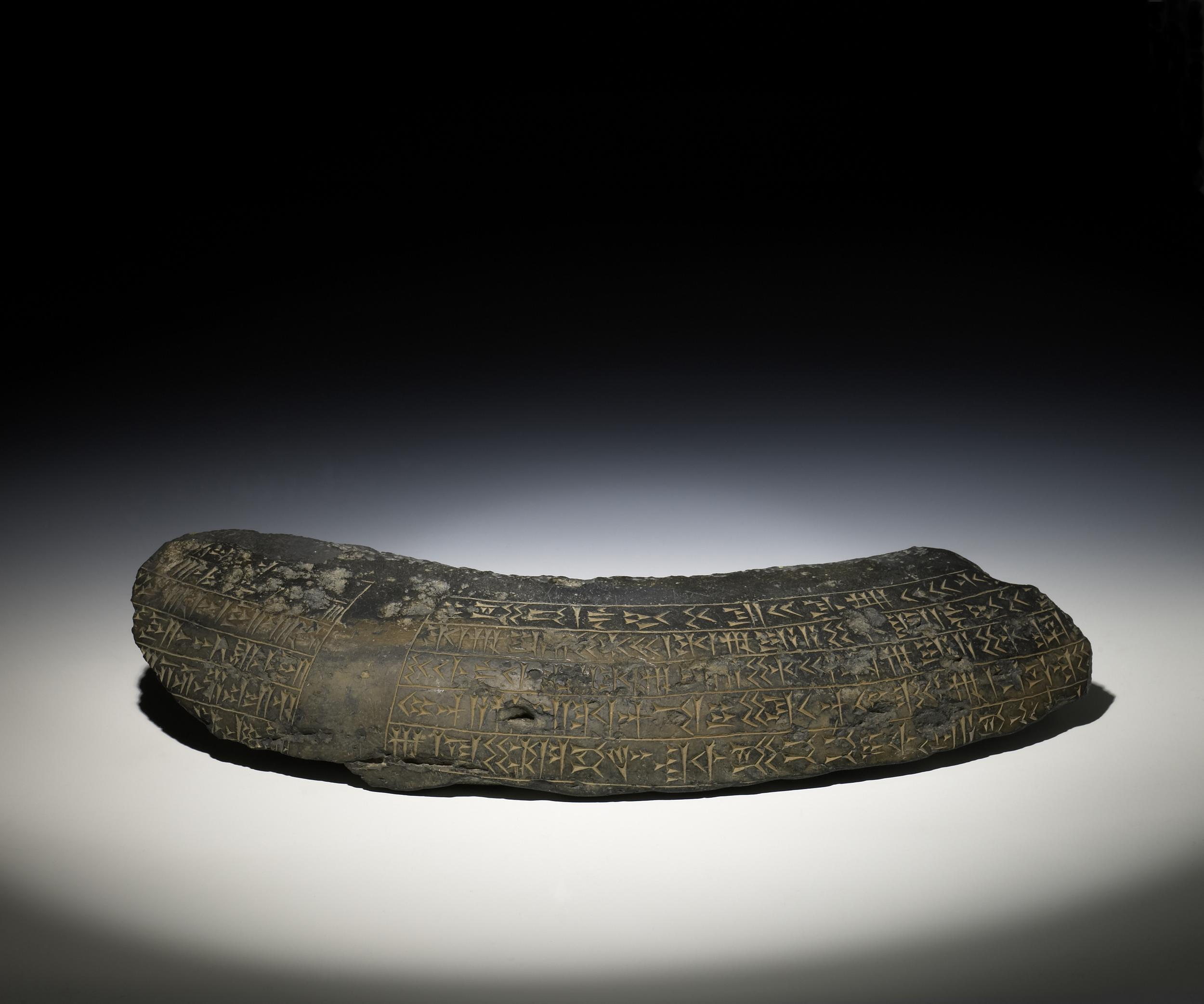
Fragment mit elamischer und babylonischer Sprachversion von A2Ha im British Museum, Inventarnummer BM 90854

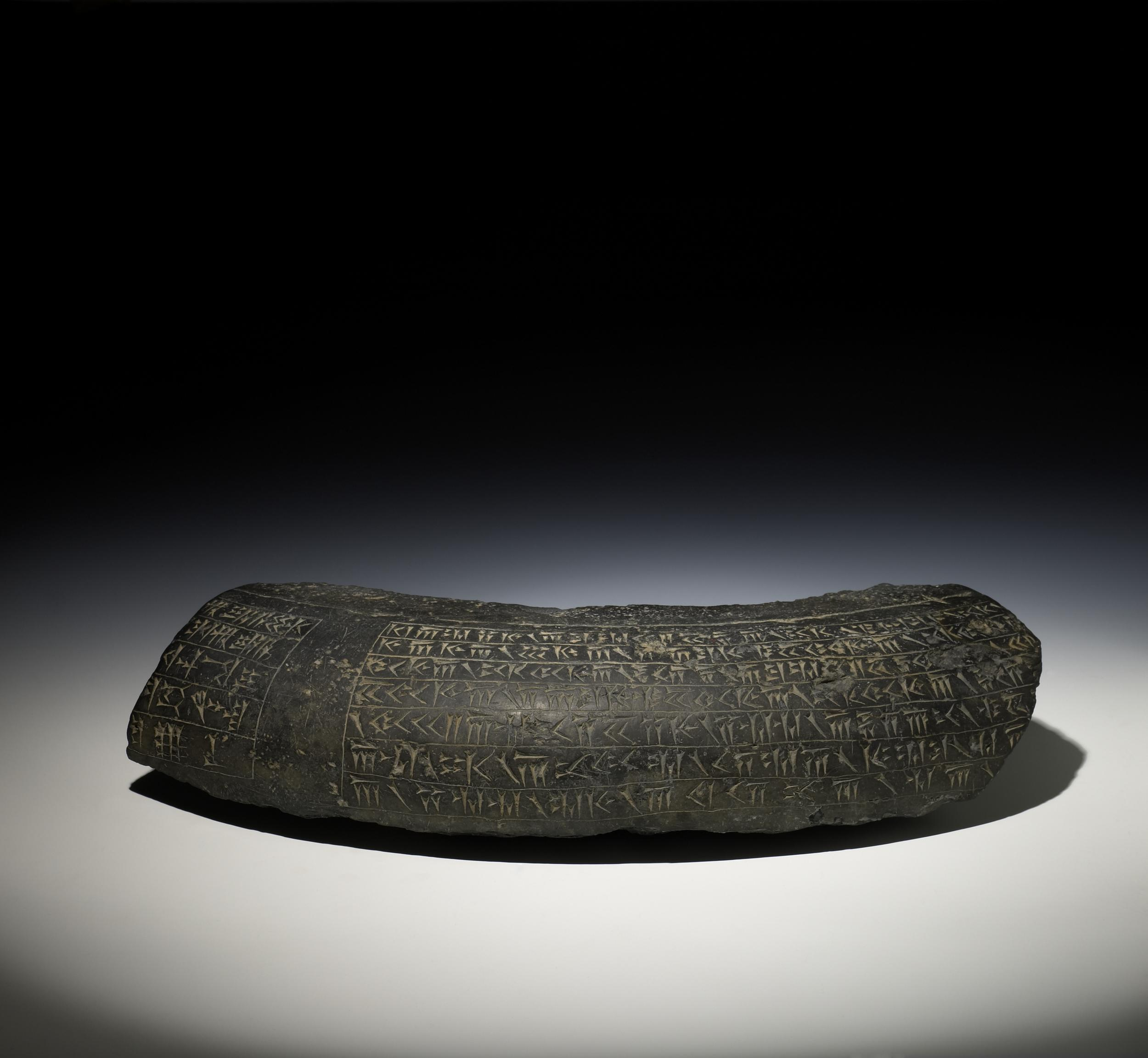
Fragment mit altpersischer und babylonischer Sprachversion von A2Ha im British Museum, Inventarnummer BM 90855

A2Ha ist die Abkürzung einer Inschrift von Artaxerxes II. (A2). Sie wurde in Hamadan (H) entdeckt und von der Wissenschaft mit einem Index (a) versehen. Die Inschrift liegt in mehreren Fragmenten in altpersischer, elamischer und babylonischer Sprache vor. Der Fundort ist unbestätigt.

## Inhalt
Nachdem der König seinen Rang, Namen und seine Ahnen bis zu Hystaspes aufgeführt hat, fährt er fort:

„Diesen Apadana, nach dem Willen des Auramazdā, der Anāhitā und des Mitra, habe ich errichtet. Auramazdā, Anāhitā und Mitra sollen mich schützen vor allem Unheil und das, was ich geschaffen habe! Nicht soll …!“

## Standort
Die Inschrift wurde auf Fragmenten von Säulenbasen des Artaxerxes II. in Hamadan gefunden. Ein Teil der Fragmente befindet sich im Besitz des British Museum, die anderen sind in Privatbesitz. Der genaue Fundort aller Fragmente ist unbelegt.

## Forschungsgeschichte
Zwei Fragmente tauchten 1886 bei einer Veranstaltung der Society of Biblical Archaeology auf und wurden 1893 vom British Museum gekauft. Das erste Fragment zeigt Teile des elamischen und babylonischen (British Museum Inventarnummer BM 90854), das zweite Fragment Teile des altpersischen und babylonischen Texts (British Museum Inventarnummer BM 90855). Für beide Fragmente wurde Hamadan als Fundort angegeben. Ein drittes Fragment mit einem Teil des altpersischen Texts befindet sich in Privatbesitz. Es wurde 1987 und 1992 erneut bei Sotheby’s versteigert. Die Geschichte des Fragments vor 1987 ist unbekannt. Das vierte Fragment befindet sich seit der Versteigerung 1989 bei Sotheby’s in japanischem Privatbesitz und enthält die altpersische Version. Im Zug einer Ausgrabung im Jahr 2000 wurde ein Fragment mit altpersischen Text in einem sekundären Kontext in Hamadan gefunden. Von allen gefundenen Fragmenten ist dieses das einzige mit einem belegten Fundort. Seit 2009 trägt dieses Fragment die eigenständige Bezeichnung A2Hd.
Wie die Inschrift A2Hb wird A2Ha zwar unbestritten Artaxerxes II. zugerechnet, aber der Fundort der Inschrift bleibt unsicher. Wegen der unbekannten Herkunft wird A2Ha als „unbewiesen“, wenn nicht sogar als „zweifelhaft“ eingestuft.